# گزاویه کولر
گزاویه کولر (آلمانی: Xavier Koller؛ زادهٔ ۱۷ ژوئن ۱۹۴۴) یک کارگردان و فیلم‌نامه‌نویس اهل سوئیس است.
وی دانش‌آموختهٔ «آکادمی درام» در رشتهٔ «بازیگری/کارگردانی» در شهر زوریخ سوئیس است.
فیلم «سفر امید» به کارگردانی او، در سال ۱۹۹۰ میلادی، برندهٔ جایزه اسکار بهترین فیلم خارجی‌زبان شد.